# Copa de Europa de Balonmano 1956-57

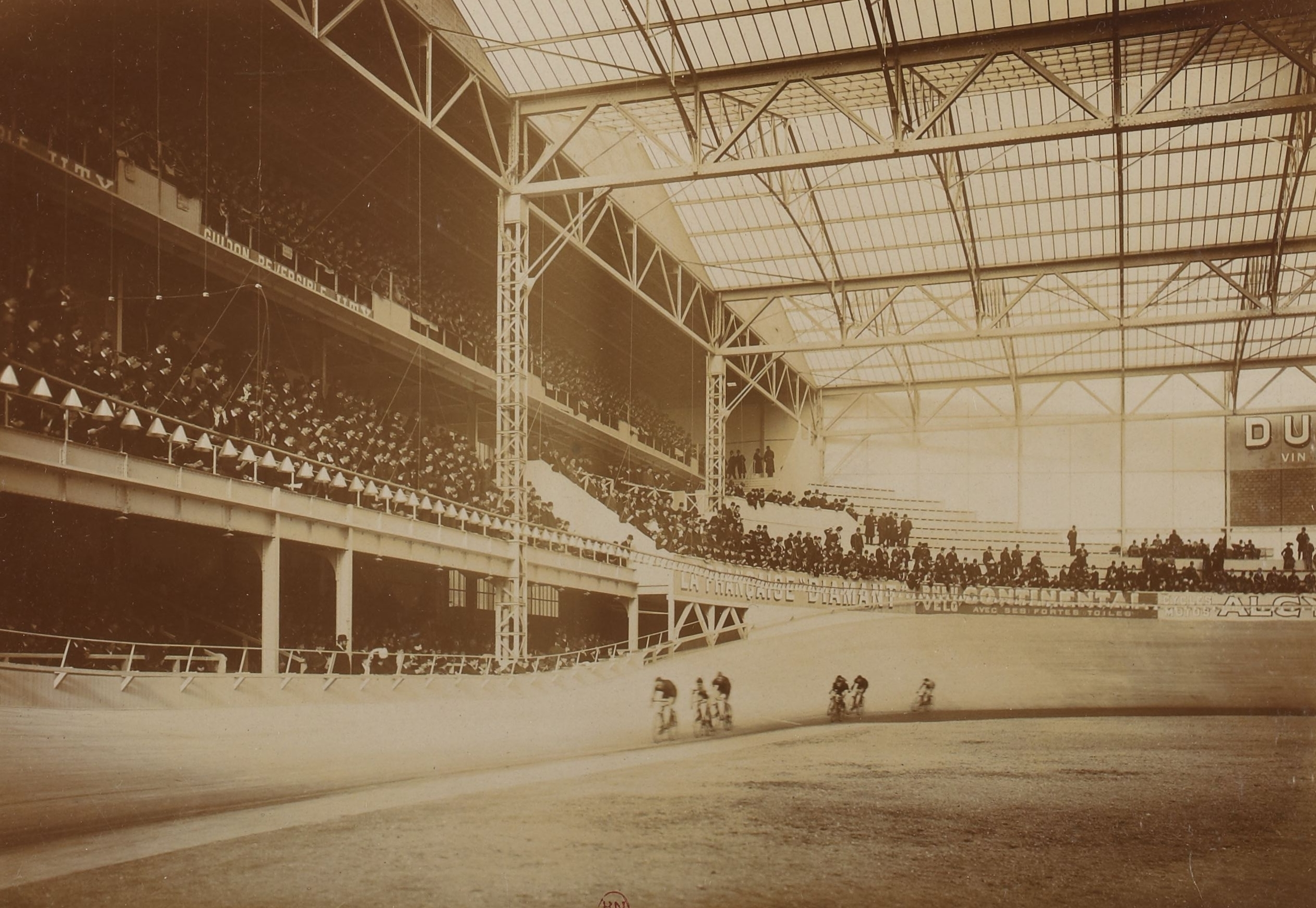
[Colección Jules Beau. Fotografía deportiva]: T. 35. Años 1908, 1909 y 1910 / Jules Beau:

La Copa de Europa de Balonmano de la temporada 1956/57 fue disputada por varios clubes de ciudades de toda Europa, la final se celebró el 9 de marzo de 1957 en París, donde el Praga ganó 21-13 al Örebro.

## 1.ª Ronda
|        | Ergebnis |                  |
| ------ | -------- | ---------------- |
| Luzern | 15:9     | Esch-sur-Alzette |

## 2.ª Ronda
|          | Ergebnis |           |
| -------- | -------- | --------- |
| Bucarest | 13:12    | Belgrado  |
| Hassloch | 27:8     | Luzern    |
| París    | 18:14    | Barcelona |

## Cuartos de final
|            | Ergebnis |              |
| ---------- | -------- | ------------ |
| Praga      | 24:19    | Bucarest     |
| Copenhague | 22:12    | Katowice     |
| París      | 18:15    | Hassloch     |
| Örebro     | 15:12    | Berlín Oeste |

## Semifinales
|        | Ergebnis |            |
| ------ | -------- | ---------- |
| Praga  | 25:18    | Copenhague |
| Örebro | 30:17    | París      |

## Final
|       | Ergebnis |        |
| ----- | -------- | ------ |
| Praga | 21:13    | Örebro |

| Bandera de República Checa |
| Campeón Praga 1.er título  |

| Predecesor: Ninguno | Copa de Europa de Balonmano 1956/57 | Sucesor: Copa de Europa de Balonmano 1958/59 |